# Јакша Брежичић
Војвода Јакша Брежичић био је војсковођа српског деспота Ђурђа Бранковића.

## Биографија
Као турски вазал деспот Ђурађ Бранковић био је приморан да пошаље своју војску и учествује у опсади Цариграда 1453. године. Тада је султан Мехмед II поручио деспоту да му пошаље хиљаду и пет стотина коња (тј. коњаника) према уговору о примирју, говорећи да хоће да крене у Караманову земљу. И тако је деспот отпремио војводу Јакшу Брежичића са хиљаду и пет стотина коња, не знајући каква је султанова намера. А султан не говорећи никоме, пусти брзе коњанике ка Цариграду да бију, убијају кога год сретну све до самих градских бедема. Онда је сам султан, приспевши са свом својом силом, започео опсаду Цариграда. Чувши то господин Јакша с оним људима што су од деспота били отправљени, хтедоше се вратити назад, али су били опоменути, ако би тако учинили, на путу би били уништени, зато су морали да иду ка Цариграду; па ипак Јакшин одред није много помогао Турцима. Турски султан Мехмед II Освајач заузео је Цариград 29. маја 1453. године чиме је престало да постоји хиљадугодишње Византијско царство. У одбрани града је погинуо и цар Константин XI Палеолог Драгаш. Јакша је оснивач знамените српске властелинске породице Јакшић. Његови синови Стефан и Дмитар су били у служби угарског краља Матије Корвина. Чукунунук Јакше је први руски цар, Иван Грозни.